# Rothschild-Blindmull
Der Rothschild-Blindmull (Eospalax rothschildi) ist eine vergleichsweise große Nagetierart innerhalb der Blindmulle (Myospalacinae). Er kommt endemisch in der zentralen Volksrepublik China vor.

## Merkmale
Der Rothschild-Blindmull erreicht eine Kopf-Rumpf-Länge von 14,9 bis 17,2 Zentimetern bei einem Gewicht von etwa 165 bis 440 Gramm. Der Schwanz ist mit 2,9 bis 3,7 Zentimetern Länge sehr kurz. Die Hinterfußlänge beträgt 23 bis 31 Millimeter. Das Rückenfell ist graubraun mit rotspitzigen Haaren. Die Bauchseite ist hell graubraun. Der Kopf besitzt bei vielen Individuen einen weißen Stirnfleck (Blesse). Der Schwanz ist behaart und zweifarbig, grau-gelblich an der Oberseite und weiß an der Unterseite. Die Krallen der Füße sind im Vergleich zu anderen Blindmullen schlank und leicht gebaut.
Der Schädel ist klein, kompakt gebaut und abgerundet. Der Schnauzenbereich ist verlängert und im Durchschnitt rechteckig. Der Jochbogen ist ausladend und ist kräftig gebaut. Das vordere Ende der Nasenbeine ist deutlich eingekerbt. Der knöcherne Augenring ist vorstehend, die Paukenblase ist sehr klein und flach. Zwischen den oberen Schneidezähnen befindet sich eine schmale Lücke. Das Genom besteht aus einem diploiden Chromosomensatz von 2n = 58 Chromosomen.

## Verbreitung
Der Rothschild-Blindmull kommt endemisch in der Volksrepublik China vor. Das Verbreitungsgebiet umfasst Teile des zentralen Chinas in den Provinzen Hubei, Shaanxi, Gansu und Sichuan. Er kommt in der Regel in Höhenlagen zwischen 1000 und 3000 Metern Höhe vor.

## Lebensweise
Der Rothschild-Blindmull lebt in Waldgebieten, Gebüschen und Wiesen, seltener auch in landwirtschaftlich genutzten Flächen. Die Tiere ernähren sich herbivor vor allem von Gräsern, Wurzeln und Getreide. Sie leben in weichen Böden und legen komplexe unterirdische Baue an.
Die Fortpflanzungsphase beginnt im April und die Weibchen gebären einen Wurf mit einem bis fünf Jungtieren pro Jahr.

## Systematik
Der Rothschild-Blindmull wird als eigenständige Art innerhalb der Blindmulle in die Gattung Eospalax eingeordnet, die aus drei Arten besteht. Die wissenschaftliche Erstbeschreibung stammt von Oldfield Thomas aus dem Jahr 1911 anhand eines Individuums aus Gansu. Benannt wurde die Art nach Nathaniel Charles Rothschild, der dem British Museum das Typusexemplar zur Verfügung stellte. Teilweise wurden alle Arten der Gattung Eospalax in die Gattung Myopalax eingeordnet.
Innerhalb der Art werden mit der Nominatform zwei Unterarten unterschieden:
- Eospalax rothschildi rothschildi (Milne-Edwards, 1867): die Unterart ist in Gansu, Shaanxi und Sichuan verbreitet.
- Eospalax rothschildi hubeinensis Li & Chen, 1989: Nominatform; die Unterart ist in Gansu, Shaanxi und Hubei verbreitet.

## Status, Bedrohung und Schutz
Der Rothschild-Blindmull wird von der International Union for Conservation of Nature and Natural Resources (IUCN) als nicht gefährdet (least concern) gelistet. Begründet wird dies durch das große Verbreitungsgebiet und das häufige Vorkommen der Art. Potenzielle bestandsgefährdende Risiken sind nicht vorhanden.

## Belege
1. 1 2 3 4 5 6 7 8 9 10 11  Andrew T. Smith: Rothschild's Zokor. In: Andrew T. Smith, Yan Xie: A Guide to the Mammals of China. Princeton University Press, Princeton NJ 2008, ISBN 978-0-691-09984-2, S. 210.
2. 1 2 3 4 5  Eospalax rothschildi in der Roten Liste gefährdeter Arten der IUCN 2017.3. Eingestellt von: A.T. Smith, C.H. Johnston, 2008. Abgerufen am 21. Dezember 2017.
3. 1 2  Eospalax rothschildi. In: Don E. Wilson, DeeAnn M. Reeder (Hrsg.): Mammal Species of the World. A taxonomic and geographic Reference. 2 Bände. 3. Auflage. Johns Hopkins University Press, Baltimore MD 2005, ISBN 0-8018-8221-4.
4. ↑  Bo Beolens, Michael Grayson, Michael Watkins: The Eponym Dictionary of Mammals. Johns Hopkins University Press, 2009; S. 350; ISBN 978-0-8018-9304-9.